# ابدر (رابر)
آبدر روستایی واقع در دهستان سیه بنوئیه است که درون بخش مرکزی شهرستان رابر استان کرمان قرار دارد.

## جمعیت
بر پایه سرشماری عمومی نفوس و مسکن در سال ۱۳۹۵ جمعیت این مکان این روستا ۱۸۰ نفر بوده‌است.